# Reece City
Reece City es un pueblo ubicado en el condado de Etowah en el estado estadounidense de Alabama. En el censo de 2000, su población era de 634.

## Demografía
En el 2000 la renta per cápita promedia del hogar era de $ 37.262$, y el ingreso promedio para una familia era de 39.444$. El ingreso per cápita para la localidad era de 16.384$. Los hombres tenían un ingreso per cápita de 30.833$ contra 21.000$ para las mujeres.

## Geografía
Reece City está situado en 34°4′28″N 86°1′50″O / 34.07444, -86.03056 (34.074446, -86.030630).
Según la Oficina del Censo de los EE. UU., la ciudad tiene un área total de 3.09 millas cuadradas (8.01 km²).